# Buenavista (kommun), Boyacá
Buenavista är en kommun i Colombia.   Den ligger i departementet Boyacá, i den centrala delen av landet, 100 km norr om huvudstaden Bogotá. Antalet invånare är 5 889.